# 9793 Torvalds
A 9793 Torvalds (ideiglenes jelöléssel 1996 BW4) a Naprendszer kisbolygóövében található aszteroida. A Spacewatch program keretében fedezték fel 1996. január 16-án.